# NGC 4088
NGC 4088 je spirální galaxie v souhvězdí Velké medvědice. Objevil ji William Herschel 9. března 1788. Od Země je vzdálená přibližně 45,7 milionů světelných let
a je členem skupiny galaxií M 109.
Tato galaxie na obloze leží přibližně 4° severovýchodně od hvězdy Alkafzah (χ UMa), která má hvězdnou velikost 3,7.
Pouhých 11′ jižně od ní leží o něco menší galaxie NGC 4085, která s ní tvoří fyzickou dvojici. Nesouměrný tvar spirálních ramen větší galaxie, díky kterému také byla zařazena do Atlasu zvláštních galaxií pod označením Arp 18, je pravděpodobně způsoben vzájemným gravitačním ovlivňováním mezi oběma galaxiemi. NGC 4088 je viditelná i malými dalekohledy, ale k pozorování NGC 4085 je nutný větší dalekohled.